# Lucie Granier
Lucie Granier (* 11. Juni 1999 in Marseille, Frankreich) ist eine französische Handballspielerin, die dem Kader der französischen Nationalmannschaft angehört.

## Karriere

### Im Verein
Granier erlernte das Handballspielen beim französischen Verein Handball Plan-de-Cuques. Im Jahr 2017 wechselte die Linkshänderin zum französischen Erstligisten Entente Sportive Bisontine Féminin. Mit Entente Sportive Bisontine Féminin schloss sie die Saison 2020/21 auf dem dritten Platz ab. Weiterhin lief die Außenspielerin in fast jeder Spielzeit für den Verein aus Besançon in einem europäischen Pokalwettbewerb auf. Im Sommer 2023 wechselte sie zum Ligakonkurrenten Metz Handball. Mit Metz gewann sie 2024 und 2025 die französische Meisterschaft sowie 2024 und 2025 den französischen Pokal.

### In der Nationalmannschaft
Granier nahm mit der französischen Jugendmannschaft an der U-20-Weltmeisterschaft 2018 teil. Sie wurde lediglich im Spiel um Platz sieben, welches Frankreich gewann, eingesetzt. Granier bestritt am 6. Oktober 2021 ihr Länderspieldebüt für die französische A-Nationalmannschaft gegen Tschechien. Granier lief für Frankreich bei der Weltmeisterschaft 2021 auf und gewann die Silbermedaille.  Mit Frankreich gewann sie die Weltmeisterschaft 2023. Bei den Olympischen Spielen in Paris gewann sie die Silbermedaille.